# René-Édouard Caron
Pour les articles homonymes, voir Caron.
Cet article possède un paronyme, voir René Caron.
René-Édouard Caron, né le 21 octobre 1800 à Sainte-Anne-de-Beaupré et mort le 13 décembre 1876 à Sillery, est un juriste et un homme politique québécois. Il est le 2e lieutenant-gouverneur du Québec de 1873 à 1876.

## Biographie
Fils d'Augustin Caron et d'Élisabeth Lessard. Son père, prospère cultivateur de Sainte-Anne-de-Beaupré, a été député de Northumberland à la Chambre d'Assemblée du Bas-Canada de 1808 à 1809 et de 1811 à 1814.
René-Édouard Caron effectue ses études au collège de Saint-Pierre-de-la-Rivière-du-Sud, puis au Petit séminaire de Québec, de 1813 à 1820. Il étudie ensuite le droit auprès d’André-Rémi Hamel et est admis au Barreau le 7 janvier 1826.
Le 16 septembre 1828, il épouse dans la cathédrale de Québec Marie-Vénérande-Joséphine Deblois, de qui il eut, entre autres, Adolphe-Philippe, député à la Chambre des communes et ministre, Corinne, épouse de Charles Fitzpatrick et mère d'Arthur Fitzpatrick, de même que Joséphine, épouse du juriste Jean-Thomas Taschereau et mère du premier ministre Louis-Alexandre Taschereau.

## Liste des fonctions occupées

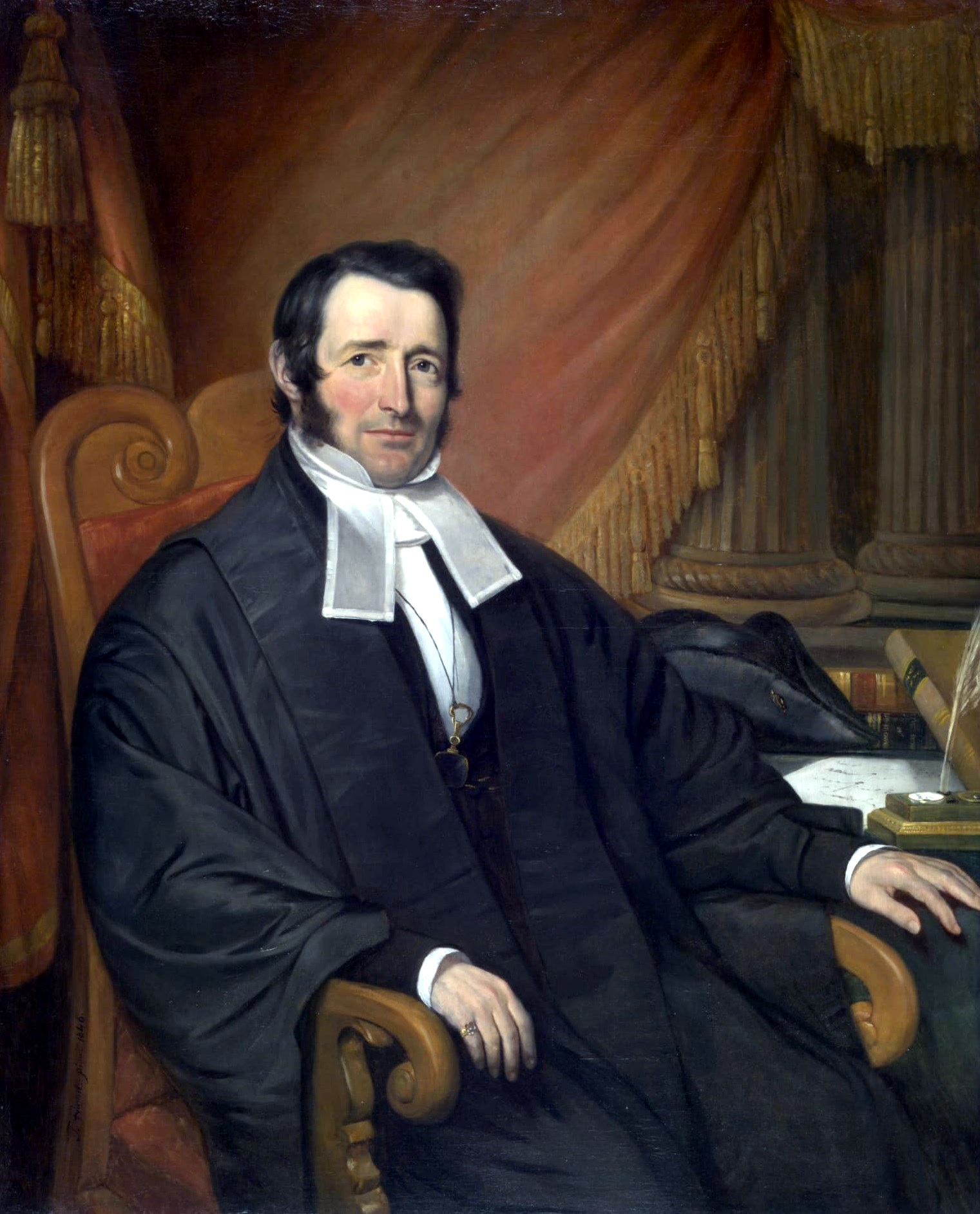
René-Édouard Caron - Peinture de Théophile Hamel (1846)

- Conseiller municipal de Québec (1833 à 1834)[2].
- Maire de Québec (1834-1836 et 1840-1846).
- Député de la haute-ville de Québec à la Chambre d'assemblée du Bas-Canada (1834-1836).
- Bâtonnier du Québec de 1850 à 1851 et de 1852 à 1853.
- Juge à la Cour supérieure (1853-1855).
- Juge à la Cour du banc de la reine (1855-1873).
- Lieutenant-gouverneur de la province de Québec (1873-1876).
- Président de la Société Saint-Jean-Baptiste de Québec (1842-1852).
- Membre et président de fait de la Commission de codification des lois civiles du Bas-Canada (1859-1865)[3].

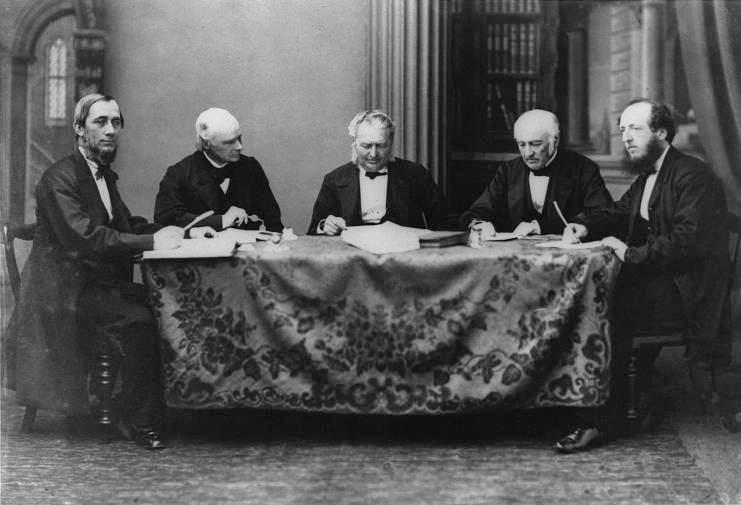
Le juge Caron (au centre), membre de la Commission ayant pour mandat de codifier les lois du Bas-Canada relatives aux affaires civiles, ca.1865
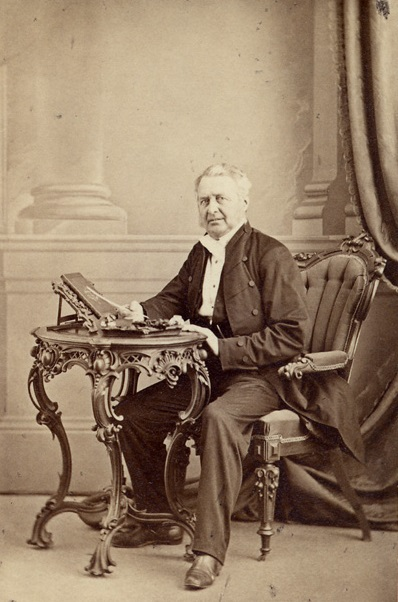
René-Édouard Caron, ca. 1876
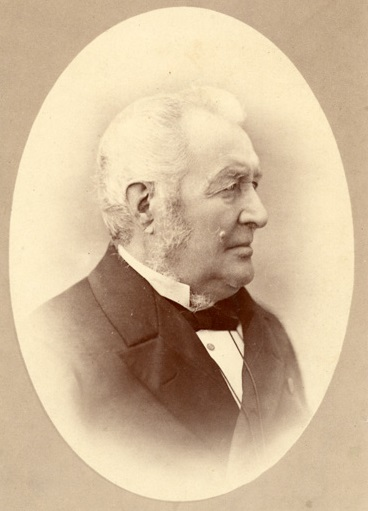
René-Édouard Caron, ca. 1876
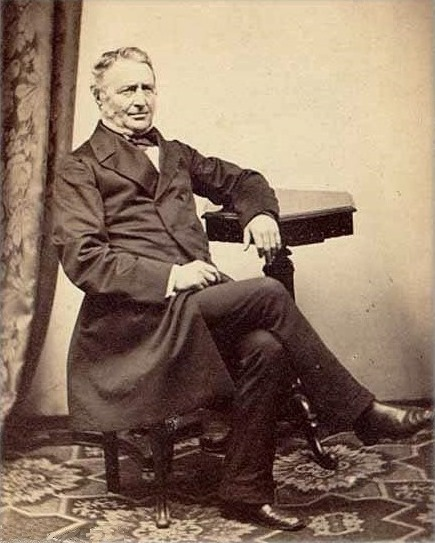
René-Édouard Caron, 1871

## Généalogie

Registres de l'état civil du Québec.
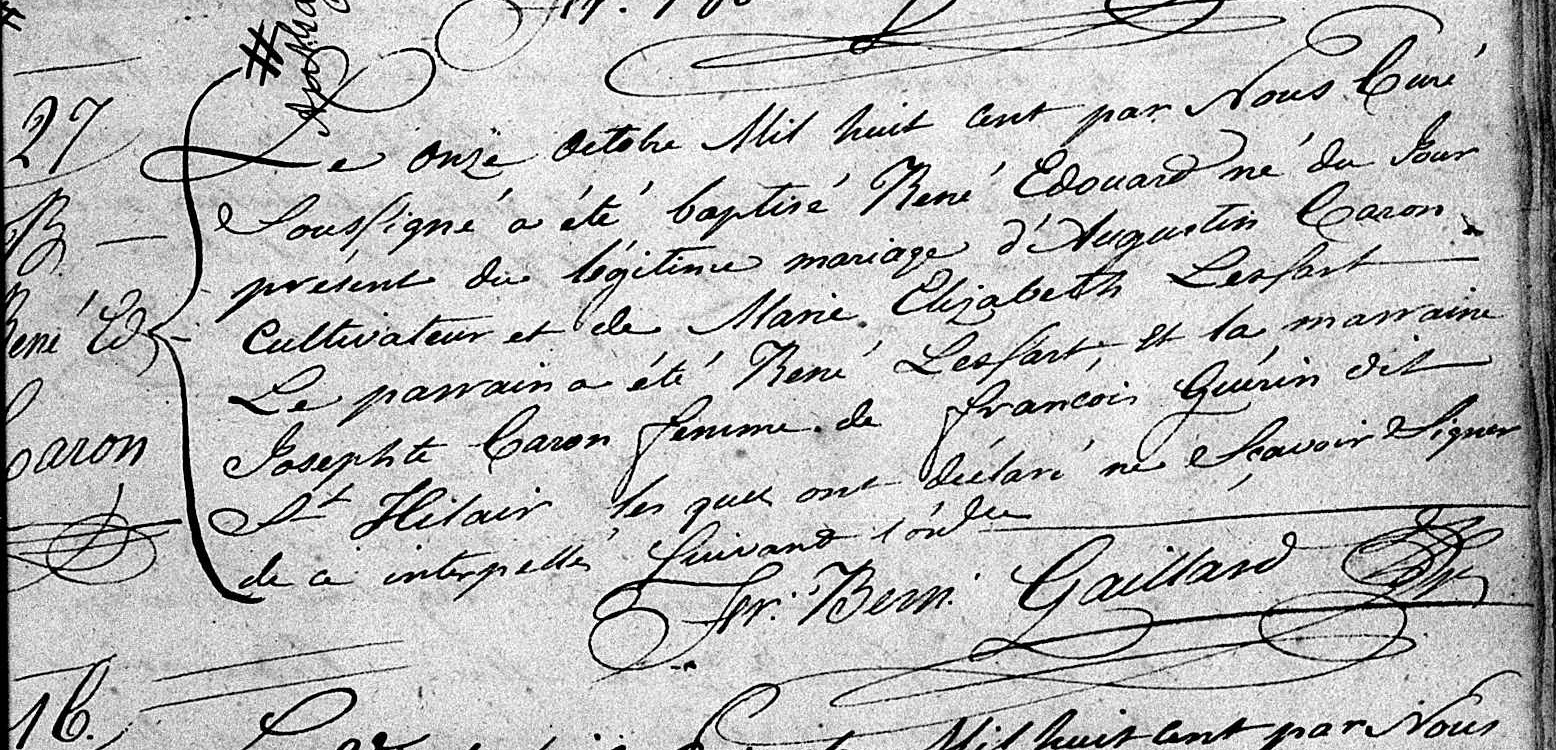
Acte de baptême de René Edouard Caron. 11 octobre 1800. Paroisse Sainte-Anne-de-Beaupré de la ville de Sainte-Anne-de-Beaupré.
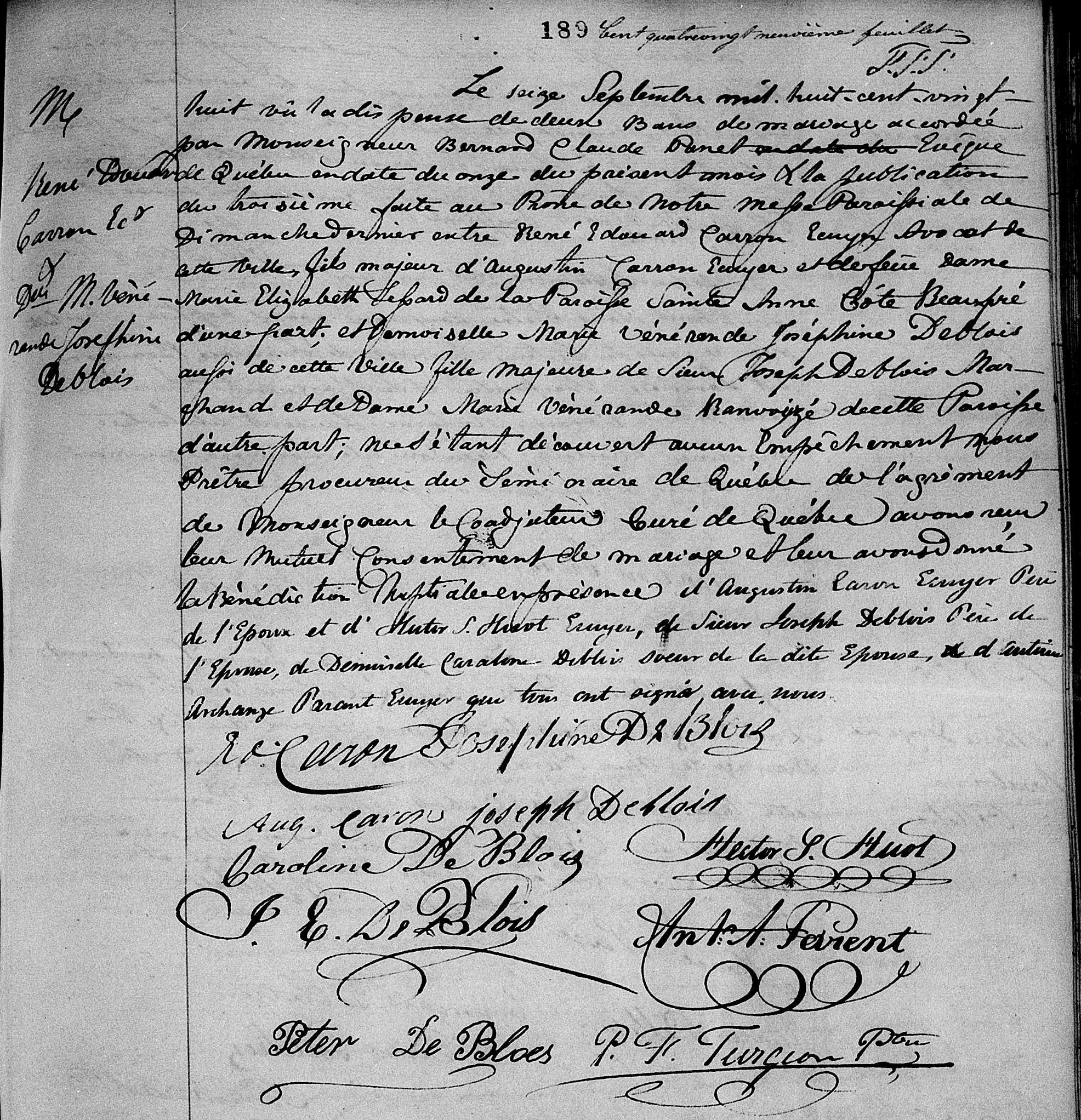
Acte de mariage entre René Edouard Carron et Marie Vénérande Joséphine Deblois. 16 septembre 1828. Paroisse Notre-Dame-de-Québec de la ville de Québec.
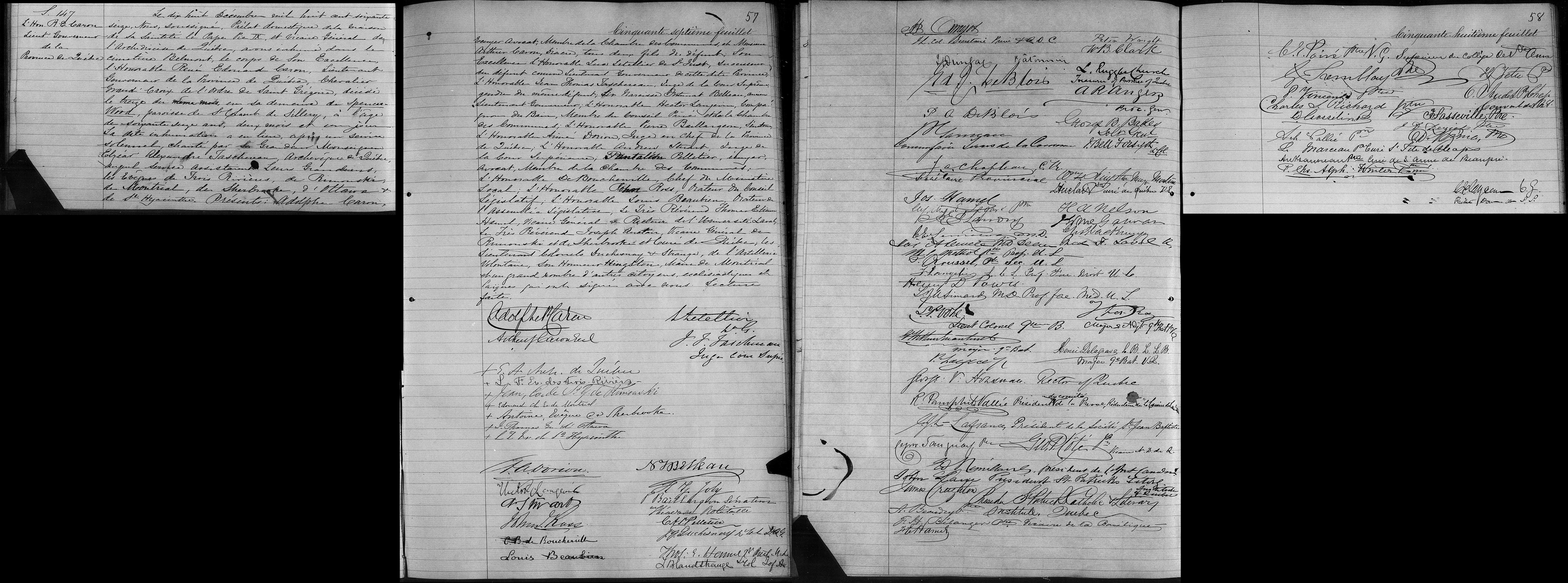
Acte de sépulture de René Edouard Caron. 18 décembre 1876. Paroisse Notre-Dame-de-Québec de la ville de Québec.

## Honneurs
- Grand-croix de l'ordre de Saint-Grégoire-le-Grand (1875)
- Doctorat honorifique en droit de l'Université Laval (1865)

Lieux nommés en son honneur :
- Rue Caron, à Québec (vers 1842)[4]
- Place René-Édouard-Caron, à Trois-Rivières (2004)[5]

## Héraldique
| Suaviter in modo, fortiter in re |
| -------------------------------- |

| L'écu de René-Édouard Caron se blasonne ainsi : D'argent à la bande d'azur semée de fleurs de lis d'or |